# 5741 Akanemaruta
5741 Akanemaruta este un asteroid din centura principală, descoperit pe 2 decembrie 1989, de Oohira.